# Смешанная международная комиссия по богословскому диалогу между Римско-Католической и Православной церквями
Смешанная международная комиссия по богословскому диалогу между Римско-Католической и Православной церквями — организация, созданная для диалога между Святым Престолом и четырнадцатью автокефальными Православными церквями для обсуждения вопросов сосуществования церквей в современном мире.
Конференции комиссии проходят с 1980 года.

## Хронология развития событий

### Предыстория
Для представителей католицизма Второй Ватиканский собор, на котором присутствовали в том числе и православные наблюдатели, обозначил новый подход к оценке ситуации, сложившейся в результате великого раскола христианской церкви.
Итоговые документы собора содержат терпимую оценку восточной традиции, этому посвящена глава декрета Unitatis Redintegratio.
Важным экуменическим моментом стало признание православной церкви и её таинств действительными, в первую очередь это относится к таинствам причастия и крещения.
Такой подход привёл к экклесиологическим выводам о том, что католичество и православие являются «дочерними церквями» (англ. sister churches) по отношению к Христианской Церкви.
Одновременно с этим происходило явление, получившее название «диалог благотворительности» (англ. the dialogue of charity); суть явления заключалась в проявлении доверия между оппонирующими сторонами, которое предшествовало ведению плодотворного теологического диалога.
Главы церквей Папа Римский Павел VI и Константинопольский Патриарх Афинагор в январе 1964 года встретились в Иерусалиме, что стало первой встречей предстоятелей Православной и Римско-католической церквей с 1439 года.
7 декабря 1965 года в Риме и Стамбуле они одновременно объявили об отмене взаимных анафем, существовавших с 1054 года.
Теме взаимодействия Православия и католичества было посвящено II Родосское Всеправославное совещание.
Договоренность о начале богословского диалога между Православной и Римско-Католической Церквами была достигнута во время визита Папы Иоанна Павла II в Фанар. 30 ноября 1979 года Иоанн Павел II и Константинопольский Патриарх Димитрий I объявили о создании Смешанной международной комиссии по богословскому диалогу между Римско-Католической Церковью и Православной Церковью.

### Пленарные заседания комиссии
Первые десять лет работы комиссии стали чрезвычайно плодотворными, в это период были опубликованы три важных документа, освещающих отношение церквей к ключевым религиозным понятиям.
В первом были рассмотрены Троица, церковь и евхаристия; второй был посвящён связям между общей верой и церковной общиной; темой третьего документа стало богословие.
Комиссия c 1980 года провела четырнадцать пленарных сессий:
1. 1980 год, Греция (Патмос и Родос): «Таинства церкви и евхаристия в свете тайны Святой Троицы»
2. 1982 год (с 30 июня до 6 июля), Германия (Мюнхен): «Таинства Церкви и евхаристия в свете Тайны Святой Троицы»[3]
3. 1984 год, Греция (Крит): «Вера, причастие и единство Церкви»
4. 1987 год (с 9 по 16 июня), Италия (Бари): «Вера, причастие и единство Церкви»[4]
5. 1988 год (с 19 по 27 июня), Ново-Валаамский монастырь, Финляндия: «Таинство священства в таинственной структуре Церкви, в частности важность апостольского преемства для освящения и единства народа Божия»[5]
6. 1990 год (с 6 по 16 июня), Фрайзинг: «Униатство»[6].
7. 1993 год (с 17 по 24 июня), Баламанд, Ливан: «Униатство как метод единения в прошлом и нынешний поиск полного общения»[7]➤
8. 2000 год (с 9 по 19 июля), США (Эммитсбург[англ.] и Балтимор): «Экклесиологические и канонические предпосылки униатства».➤
9. 2006 год (с 18 по 25 сентября), Сербия, Белград: «Экклезиологические и канонические последствия сакраментальной природы Церкви: соборность и власть в церкви на трёх уровнях церковной жизни: местный, региональный и универсальный»
10. 2007 год (с 8 по 14 октября), Равенна, Италия: «Экклезиологические и канонические последствия священной природы церкви — церковная община, соборность и власть»[8].
11. 2009 год, Пафос, Кипр: «Роль епископа Рима в общине церкви в первое тысячелетие»[9].
12. 2010 год, Вена, Австрия: «Роль епископа Рима в общине церкви в первое тысячелетие»[10].
13. 2014 год, Амман, Иордания: «Синодальность и первенство»[11].
14. 2016 год, Кьети, Италия: «Синодальность и первенство в первом тысячелетии. На пути к общему пониманию служения единству Церкви»[12].
15. 2023 год, Александрия, Египет: «Синодальность и первенство во втором тысячелетии и сегодня»[13].

### Седьмое пленарное заседание

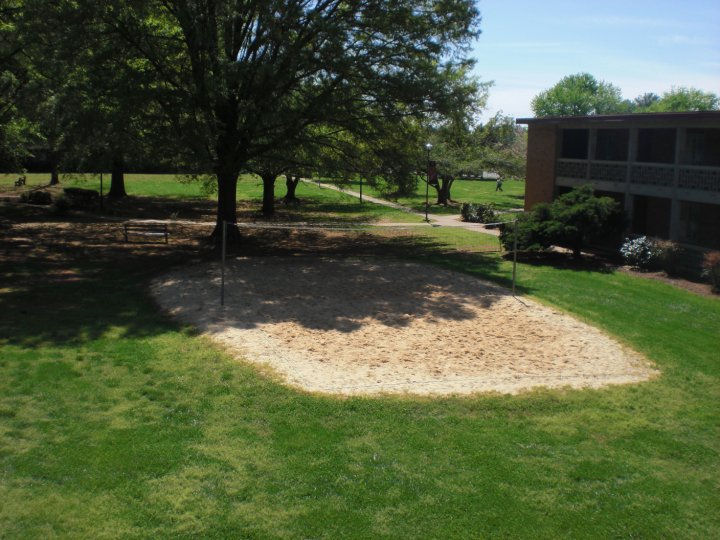
Баламандский монастырь в 2010 году

Седьмое пленарное заседание было проведено в Баламандском университете, расположенном в Баламандском монастыре Ливана, с 17 по 24 июня 1993 года.
Эта сессия рассматривала теологические и практические вопросы, связанные с существованием и пасторской деятельностью Восточных Католических церквей в новых исторических условиях. Распад Советского Союза в 1991 году и расформирование в том же году организации Варшавского договора в Центральной и Восточной Европе вызвали «глубокие изменения… включающие возрождение религиозной свободы и возобновление открытой пасторской деятельности Восточными Католическими церквями». Комиссия объявила, что эти изменения «сделали эти вопросы проверкой качества взаимоотношений между Католицизмом и Православными церквями» в географических рамках Восточной Европы.
В частности, вокруг вопроса униатства развернулась многолетняя полемика, результаты которой были подведены в итоговом документе седьмого пленарного заседания «Униатство как метод объединения в прошлом и поиск полного единства в настоящем»:
Относительно метода, который назвали «Униатство», который обсуждался на предыдущем заседании в июне 1990 года во Фрайзинге, то «мы отклоняем этот подход, направленный на поиск методов сближения, так как применение этого метода противоречит общей традиции наших церквей».
Оригинальный текст (англ.)2. With regard to the method which has been called «uniatism», it was stated at Freising (June 1990) that «we reject it as method for the search for unity because it is opposed to the common tradition of our Churches»
Действия Восточных Католических церквей понятны, у них, как у католической общины, есть право на существование, и эти церкви действуют в ответ на духовные потребности их членов.
Оригинальный текст (англ.)3. Concerning the Oriental Catholic Churches, it is clear that they, as part of the Catholic Communion, have the right to exist and to act in answer to the spiritual needs of their faithful.

### Восьмое пленарное заседание
Восьмая пленарная сессия Смешанной международной комиссии по богословскому диалогу между Римско-Католической и Православной Церквями была проведена в Эммитсбурге и Балтиморе, штат Мэриленд, США с 9 по 19 июля 2000 года.
Темой этого пленарного заседания, стал документ «Экклесиологические и канонические предпосылки униатства», который был предварительно разработан Координационным комитетом Комиссии Арицции и Риме в 1998 году.
Явление, ставшее темой этого документа, приобрело особое значение в вопросах межконфессиональных отношений; усиление униатства началось с изменений, которые произошли в Центральной и Восточной Европе за десять лет, которые прошли от подготовки документа до его обсуждения на пленарном заседании.
Совместная Международная комиссия рассматривала этот вопрос, начиная с шестого пленарного заседания во Фрайзинге (Германия) в 1990 году, дискуссия продолжилась в рамках седьмой сессии в Баламандском монастыре Ливана в 1993.
В рамках предыдущих обсуждений были приняты документы, затрагивающие теологические аспекты, а также несущие практические рекомендации.
Проекты постановлений были приняты в общем положительно, хотя их проработка была непростой, бывали случаи возражений против подготовленных текстов, бывали ситуации, когда к предварительно разработанному тексту были претензии с обеих сторон.

### Десятое пленарное заседание
Десятая пленарная сессия Смешанной международной комиссии по богословскому диалогу между Римско-Католической и Православной Церквями была проведена в Равенне, Италия с 8 по 14 октября 2007 года.
На ней был принят Равенский документ, который вызвал неоднозначную, в том числе и негативную оценку церковных деятелей.